# Исмаилов, Рамазан Акпер оглы
Рамазан Акпер оглы Исмаилов — советский хозяйственный, государственный и политический деятель.

## Биография
Родился в 1928 году. Член КПСС с 1952 года.
С 1951 года — на хозяйственной, общественной и политической работе. В 1951—1971 гг. — главный зоотехник районного отдела сельского хозяйства, машинно-тракторной станции, районной сельхозинспекции, Министерства сельского хозяйства Нахичеванской АССР, председатель Исполнительного комитета Нахичеванского районного Совета, секретарь комитета КПСС Норашенского производственного колхозно-совхозного управления, председатель Совета Министров Нахичеванской АССР.
Избирался депутатом Верховного Совета СССР 7-го созыва.
Умер после 1975 года.